# 12 floréal
12 germinal 12 prairial
Le duodi 12 floréal, officiellement dénommé jour du sainfoin, est le 222e jour de l'année du calendrier républicain.
C'était généralement le 1re jour du mois de mai dans le calendrier grégorien.